# براد رافنسبرغر
براد رافنسبرغر (18 مايو 1955 -)  سياسي أمريكي ومهندس مدني من ولاية جورجيا. جمهوري، يشغل منصب وزير خارجية ولاية جورجيا. خدم سابقًا في مجلس النواب في جورجيا، ممثلاً عن المنطقة 50.

## التعليم والعمل الوظيفي
حصل رافنسبيرجر على درجة البكالوريوس في الهندسة المدنية من جامعة ويسترن ودرجة الماجستير في إدارة الأعمال من جامعة ولاية جورجيا.
وهو الرئيس التنفيذي لشركة Tendon Systems، وهي شركة مقاولات وهندسة تعمل في كولومبوس ، جورجيا، ومقاطعة فورسيث ، جورجيا.

## مجلس مدينة جونز كريك ومجلس النواب في جورجيا
عمل رافنسبيرجر في مجلس مدينة جونز كريك من 2011 إلى 2015. تم انتخاب رافنسبيرجر في جورجيا هاوس في عام 2014 عن الدائرة الخمسين 

## منصب وزير خارجية ولاية جورجيا

### انتخابه
ترشح رافنسبرجر لمنصب وزير خارجية جورجيا في انتخابات 2018 . يشرف وزير الخارجية في جورجيا على الانتخابات والتسجيل التجاري والتراخيص المهنية.
هزم رافنسبيرجر ديفيد بيل آيل في انتخابات الإعادة للحزب الجمهوري. خلال حملته الانتخابية، قال رافنسبرجر «إنه سيقلل من البيروقراطية الحكومية، ويدعم قوانين تحديد هوية الناخبين، ويدفع باتجاه بطاقات اقتراع ورقية يمكن التحقق منها عندما تستبدل جورجيا آلات التصويت الإلكترونية الخاصة بها».
في 6 نوفمبر 2018، انتهى رافنسبرجر بأكبر عدد من الأصوات، متقدمًا على الديمقراطي جون بارو بأقل من واحد في المائة. هزم بارو في جولة الإعادة في 4 ديسمبر 2018.

## الحياة الشخصية
رافنسبرجر وزوجته تريشيا لديهما ثلاثة أطفال.